# Eric B & Rakim
Eric B. & Rakim er en hiphopduo fra Long Island, New York, der består af Eric B. (født Eric Barrier) og MC Rakim (født William Michael Griffin Jr.). AllMusic skrev "under rappens såkaldte guldalder i slutningen af 80'erne var Eric B. & Rakim stort set universelt anerkendt som de bedste DJ/MC-gruppe inden for hiphop." Tom Terrell fra NPR kaldte dem "den mest indflydelsesrige DJ/MC-kombination i moderne popmusik," mens redaktører fra About.com rangerede dem som nummer 5 på deres liste over de 10 største hiphopduoer nogen sinde.

## Diskografi

### Albums
- 1987: Paid in Full
- 1988: Follow the Leader (album)
- 1990: Let the Rhythm Hit' Em
- 1992: Don't Sweat the Technique